# الغواصة اليابانية I-8
الغواصة اليابانية I-8 هي غواصة تابعة للبحرية اليابانية الإمبراطورية اليابانية من طراز جونسن في الحرب العالمية الثانية. كانت الغواصة، إلى جانب الغواصة I-7، أكبر غواصات يابانية تستكمل قبل اندلاع حرب المحيط الهادئ. كانت تعتمد على الفئة (Kaidai). شاركت الغواصتان في الهجوم على بيرل هاربور، كما أجرت مهام دورية مع طائرات يوكوسوكا إي 14 واي البحرية.
في عام 1943 أكملت I-8 مهمة تبادل التكنولوجيا عن طريق الإبحار إلى فرنسا المحتلة من ألمانيا والعودة إلى اليابان. تحت قيادة جديدة في وقت لاحق من حياتها المهنية، ارتكب طاقم الغواصة عدة جرائم حرب في الفترة الأخيرة من الحرب العالمية الثانية.
أبحرت الغواصة اليابانية I-8 في 5 سبتمبر 1943 محملة بشحنة من البنادق المضادة للطائرات ومحركات الطوربيد والطائرات وعشرة فنيين ألمان؛ ووصلت إلى سنغافورة في 5 ديسمبر 1943.

## بعثاتياناجي

### بعثة إلى ألمانيا
تمت بعثات <i id="mwGw">ياناجي</i> بموجب معاهدة ثلاثية الأطراف في أكسيس لتوفير التبادل للمواد الاستراتيجية والسلع المصنعة بين ألمانيا وإيطاليا واليابان. في البداية، قامت سفن الشحن بالتبادلات، لكن عندما لم يعد ذلك ممكنًا، استخدمت الغواصات. حاولت سبع غواصات فقط القيام برحلات عبر المحيطات: I-30 (أبريل 1942)، I-8 (يونيو 1943)، I-34 (أكتوبر 1943)، I-29 (نوفمبر 1943)، I-52 (مارس 1944) والغواصات الألمانية U-180 وU-511 (أغسطس 1943).
من بين هؤلاء، تم اغراق الغواصة I-30 بواسطة لغم، I-34 بواسطة الغواصة البريطانية Taurus، وI-29 بواسطة الغواصة الأمريكية Sawfish، و I-52 بواسطة طائرة تابعة للبحرية الأمريكية.
تحت قيادة شينجي أوتشينو، غادرت الغواصة I-8 ميناء كورشي في 1 يونيو 1943، برفقة الغواصة I-10 والغواصة Hie Maru. وتضمنت شحنتهم اثنتين من طوربيدات الأكسجين الشهيرة من تايب 95 وأنابيب طوربيد ورسومات لنظام القطع الأوتوماتيكي وطائرة استطلاع بحرية جديدة هي Yokosuka E14Y. وكان طاقم إضافي مكون من 48 رجلاً، بقيادة ساداتوشي نوريتا، في الغواصة، التي كانت تهدف إلى قيادة الغواصة الألمانية (يو-1224، وهي غواصة من الفئة التاسعة سي/40) وإعادتها إلى اليابان لإجراء الهندسة العكسية.
عند وصوله إلى سنغافورة بعد تسعة أيام، أخذ I-8 على متن الكينين والقصدير والمطاط الخام قبل التوجه إلى القاعدة اليابانية في بينانق.
في 21 يوليو، دخلت I-8 المحيط الأطلسي، حيث واجهت عواصف عنيفة، لكنها كانت قادرة على الاستمرار نحو فرنسا التي تحتلها ألمانيا.

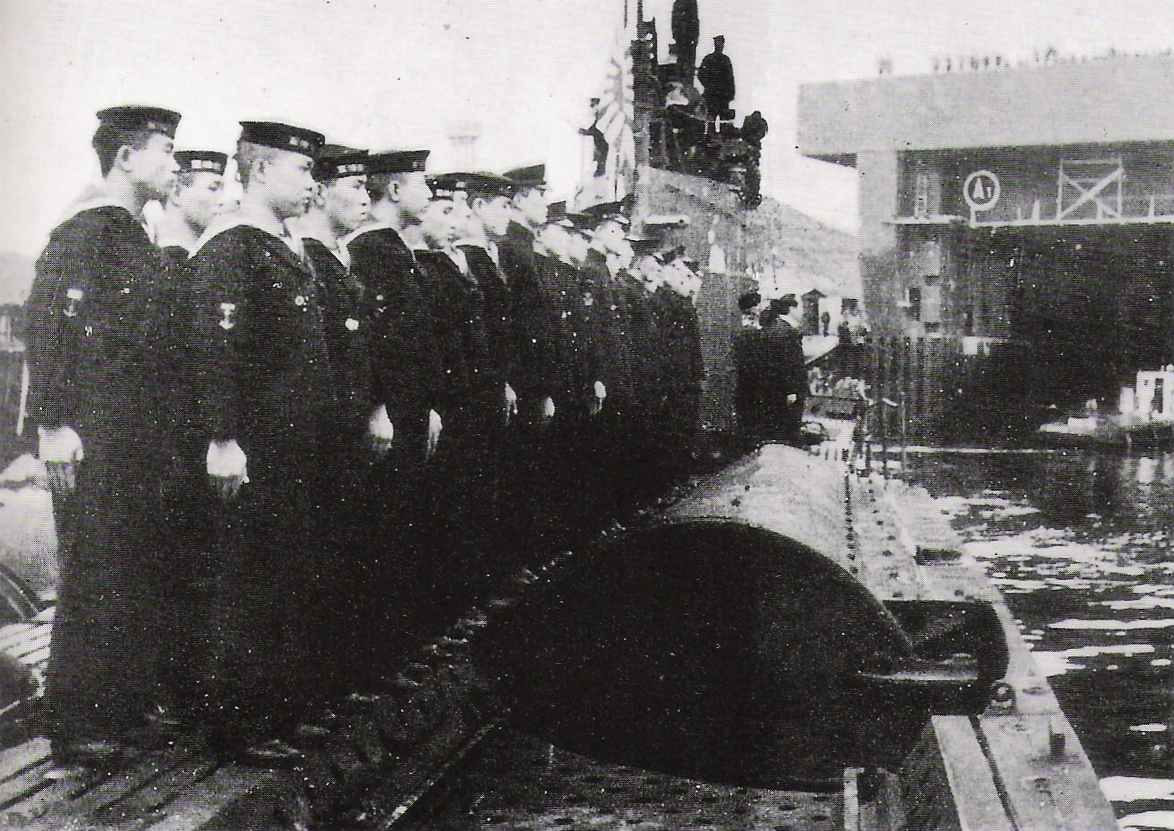
وصول I-8 إلى بريست، فرنسا

في 20 أغسطس، القيت I-8 بالغواصة الألمانية يو-161، بقيادة الكابتن ألبريشت أخيل. تم نقل اثنين من فنيي الإذاعة الألمانية إلى I-8، فضلا عن كاشف الرادار FuMB 1 "Metox" 600A الذي كان مثبتة على جسر I-8. عندما دخلت I-8 خليج بسكاي في 29 أغسطس، أرسلت لوفتفافه طائرة يونكرز يو 88 من كامفكوشفادا 40 لتوفير غطاء جوي، وصلت إلى بريست بأمان بعد يومين.
وكانت الغواصة اليابانية موضع ترحيب حار. تم تنظيم حفلات وزيارات إلى باريس وبرلين للطاقم لأكثر من شهر، وأعلنت وكالات الأنباء الألمانية أنه «حتى الآن الغواصات اليابانية تعمل في المحيط الأطلسي».

### العودة إلى اليابان
I-8 غادرت بريست في 5 أكتوبر، وعلى متنها شحنة من المعدات الألمانية، مثل: الرشاشات، مهداف قنبلة، ومحرك قارب طوربيد دايملر بنز، كرونوميتر بحري، رادارات، معدات سونار، مهداف مضاد للطائرات والطوربيدات الكهربائية، والبنسلين. كما نقلت الغواصة اللواء الأدميرال يوكوي، الملحق البحري إلى برلين منذ عام 1940؛ النقيب هوسويا، الملحق البحري بفرنسا منذ ديسمبر 1939؛ ثلاثة ضباط ألمان وأربعة فنيين بالرادار والهيدروجين.
ضربت البحار الهائجة الغواصة في جنوب المحيط الأطلسي قبالة رأس الرجاء الصالح، مما أدى إلى تأخير وصولها إلى سنغافورة. نقلت موقفها إلى ألمانيا، لكن اعترض الحلفاء الرسالة، مما أدى إلى هجوم بطائرة مضادة للغواصات، والتي فشلت. وصلت I-8 إلى سنغافورة في 5 ديسمبر، وعادت أخيرًا إلى Kure باليابان في 21 ديسمبر، بعد رحلة بلغت مسافتها 30,000 ميل بحري (56,000 كـم)

## غرقI-8
في أواخر عام 1944، تم تحويل I-8 لحمل طوربيدات Kaiten. لقد فقدت قبالة أوكيناوا في 31 مارس 1945، في مواجهة مع المدمرات الأمريكية USS Morrison و USS Stockton .

## روابط خارجية
- مقالة تحمل صور I-8 في فرنسا من بكرة Kriegsmarine (النص الفرنسي) من www.lazaloeil.com